# 上護軍驃騎將軍蔣公墓誌銘
上護軍驃騎將軍蔣公墓誌銘是永曆二十八年（1673年）陳永華受蔣鳳之子蔣元彬所託而作，主要撰寫明鄭時期將軍蔣鳳的生平功績。:6-8該墓誌銘於1966年12月在現今臺南市柳營鄉果毅後寮被發現。現存於國立歷史博物館。

## 外觀
碑碣的底為深咖啡的烏石，上緣略微受損，邊緣斑斕，銘文為白色的字，重9公斤。橫51公分，縱33.5公分，厚2公分，碑身陽面自上端右起橫寫篆書：「上護軍驃騎將軍蔣公墓誌銘」十二字；右向左陰刻漢文十九行，每行字數不等，全文共三百零五字。:12-15

## 立碑緣由
墓碑主蔣鳳為明鄭時期武官，原籍福建漳州府漳浦縣銅山地區，銅山從永曆初年即受鄭氏掌控，其後投入鄭氏的軍隊，:51蔣鳳在鄭成功領導期間曾經任職正兵陣前鋒營將，並在此與陳永華結識。永曆18年（1663年）鄭經認為鄭泰擁立鄭世襲，因此於廈門舉行一場鴻門宴，將鄭泰囚禁，鄭泰則在囚禁期間自殺。鄭泰的弟弟鄭鳴駿，及鄭泰之子鄭纘緒恐有殺身之禍，於是帶領眾人向清朝投降。蔣鳳隸屬長官左武衛楊富也是其中一位，然而蔣鳳並未與長官一起降清，而是獨自回到臺灣，短時間內被拔擢為義武鎮。:29-35同年，鄭經在戰爭中失去金門、廈門，於是率眾退至銅山。退至銅山後，多位文武官員叛降，此次降清之人數超鄭鳴駿等叛降之人九倍，對鄭氏挫折之大，然而蔣鳳不但沒有降清，還扈駕東，因此被拔升為宣毅右鎮。:36-42據墓誌銘原文所寫蔣鳳最終死於永曆二十一年，得年四十六歲，其子蔣元彬委託當時的東寧總制陳永華於永曆二十八年為其父作墓誌銘，以記載其功績與忠誠，故而有此銘文流傳於世。:6-8

## 出土與保存
蔣鳳之墓位於臺南柳營鄉果毅後寮，為居住於六甲鄉甲東村的地主毛水炎所發掘，其在民國五十五年十二月挖土填田時，發現了蔣鳳之墓、墓誌銘、永曆錢二十幾枚、小瓶子四件及一大堆壙磚，然因毛水炎先生不識古物之重要性，丟棄不少古錢，打碎一個瓷瓶，損壞墓誌銘6、7字。國立歷史博物館館方於同年十二月二十五日發函「(55)臺博研字第五十八號函」，將此批文物收歸國有，現存於國立歷史博物館。:1-2

## 歷史價值
上護軍驃騎將軍蔣公墓誌銘為明永曆年間的臺灣墓誌銘的首次發現，而蔣鳳作為當時的重要將領卻鮮有史料記載，此墓誌銘的發現多少補充了蔣鳳的資料，墓誌上的「上護軍」之名，為明代五官品級之一，由此可知道蔣鳳的官勳為正二品。:9根據墓誌銘內容可得知其為陳永華所寫，從墓誌資料可校準一般史書對陳永華稱謂的疏略，把陳永華「總制」（大政所寄）、「永衙」（軍權實力）、「御史」（糾舉在握）等職稱展現出來，展現其集行政軍事監察三權於一身。蔣鳳墓誌銘與陳永華墓誌銘有互相補證之效。:16-17而蔣鳳墓誌銘也能同時作為考證的重要題材，:5蔣鳳葬於赤山之麓，即臺南柳營鄉果毅後段寮前，古地名稱赤山，是鄭氏治臺後期的屯墾中心。赤山因為是鄭氏的屯田中心，附近地名不少皆以鄭氏步伍的番號為名。蔣鳳葬於赤山，可作為當年屯墾該地的明證。此外，該墓誌銘最大貢獻在於表現了制度功能深植於鄭氏抗清陣營中。:23-24

## 拓本
因國立中央圖書館臺灣分館於1990年7月至1999年6月委託國立成功大學歷史學系，執行「採拓整理臺灣地區現存碑碣計畫」，目的在於拓印1981年前的臺灣碑碣，以充實臺灣史料的典藏。此計畫由國立成功大學歷史系教授何培夫所率領，因此現有一幅拓本存於國立成功大學歷史系文物典藏室。